# اهتزازة كاملة
هي الحركة التي يحدثها الجسم المهتز عندما يمر بنقطة ما مرتيين متتاليتين في اتجاه حركته، وتتكرر بانتظام على فترات زمنية متساوية (لأنها نوع من أنواع الحركة الدورية.